# 육 (정위)
육(育, ? ~ ?)은 전한 초기의 관료이다. '육'은 이름자로, 성씨는 알 수 없다.

## 행적
고제 12년(기원전 195년), 정위에 임명되었다.

## 출전
- 반고, 《한서》권19하 백관공경표 下

| 전임 왕염계 | 전한의 정위 기원전 195년 ~ 기원전 192년? | 후임 두염 |